# Paris-Roubaix de 2022
A 119.ª edição da clássica de ciclismo Paris-Roubaix foi uma competição na França que se celebrou a 17 de abril de 2022 sobre um percurso de 257,2 quilómetros entre a cidade francesa de Compiègne e velódromo do município de Roubaix.
A corrida fez parte do UCI WorldTour de 2022, calendário ciclístico de máximo nível mundial, sendo a décimo quinta corrida de dito circuito e foi vencida pelo neerlandês Dylan van Baarle do Ineos Grenadiers. Completaram o pódio, como segundo e terceiro classificado respectivamente, o belga Wout van Aert do Jumbo-Visma e o suíço Stefan Küng do Groupama-FDJ.

## Equipas participantes
Tomaram parte na corrida 25 equipas: 18 de categoria UCI WorldTeam e 7 de categoria UCI ProTeam convidados pela organização. Formaram assim um pelotão de 170 ciclistas dos quais finalizaram 107. As equipas participantes foram:
| Equipes WorldTeam (18)- AG2R Citroën Team - Astana Qazaqstan Team - Bahrain Victorious - Bora-Hansgrohe - Cofidis - EF Education-EasyPost - Groupama-FDJ - Ineos Grenadiers - Intermarché-Wanty-Gobert Matériaux - Israel-Premier Tech - Jumbo-Visma - Lotto-Soudal - Movistar Team - Quick-Step Alpha Vinyl - BikeExchange-Jayco - Team DSM - Trek-Segafredo - UAE Team Emirates Equipes ProTeam (7)- Alpecin-Fenix - Arkéa-Samsic - B&B Hotels-KTM - Bingoal Pauwels Sauces WB - Sport Vlaanderen-Baloise - TotalEnergies - Uno-X Pro Cycling Team |
| |

## Classificação final
- A classificação finalizou da seguinte forma:[2]

### Classificação geral
| \| Classificação geral \| Classificação geral \| Classificação geral \| Classificação geral \| Classificação geral \| \| Ciclista \| Ciclista \| Equipe \| Tempo \| \| \| ------------------- \| -------------------- \| ---------------------------------- \| ------------------- \| ------------------- \| \| 1. \| Dylan van Baarle \| Ineos Grenadiers \| 5h37m00s \| \| \| 2. \| Wout van Aert \| Jumbo-Visma \| + 1m47s \| \| \| 3. \| Stefan Küng \| Groupama-FDJ \| + 1m47s \| \| \| 4. \| Tom Devriendt \| Intermarché-Wanty-Gobert Matériaux \| + 1m47s \| \| \| 5. \| Matej Mohorič \| Bahrain Victorious \| + 1m47s \| \| \| 6. \| Adrien Petit \| Intermarché-Wanty-Gobert Matériaux \| + 2m27s \| \| \| 7. \| Jasper Stuyven \| Trek-Segafredo \| + 2m27s \| \| \| 8. \| Laurent Pichon \| Arkéa-Samsic \| + 2m27s \| \| \| 9. \| Mathieu van der Poel \| Alpecin-Fenix \| + 2m34s \| \| \| 10. \| Yves Lampaert \| Quick-Step Alpha Vinyl \| + 2m59s \| \| \| 11. \| Ben Turner \| Ineos Grenadiers \| + 4m30s \| \| \| 12. \| Alexander Kristoff \| Intermarché-Wanty-Gobert Matériaux \| + 4m33s \| \| \| 13. \| Florian Sénéchal \| Quick-Step Alpha Vinyl \| + 4m36s \| \| \| 14. \| Jordi Meeus \| Bora-Hansgrohe \| + 4m47s \| \| \| 15. \| Matis Louvel \| Arkéa-Samsic \| + 4m47s \| \| \| 16. \| Taco van der Hoorn \| Intermarché-Wanty-Gobert Matériaux \| + 4m47s \| \| \| 17. \| Greg Van Avermaet \| AG2R Citroën Team \| + 4m47s \| \| \| 18. \| John Degenkolb \| Team DSM \| + 4m47s \| \| \| 19. \| Andrea Pasqualon \| Intermarché-Wanty-Gobert Matériaux \| + 4m47s \| \| \| 20. \| Mike Teunissen \| Jumbo-Visma \| + 4m47s \| \| |                      |                                    |          |
| |                      |                                    |          |
| Fonte: ProCyclingStats |                      |                                    |          |
| Classificação geral |                      |                                    |          |
| Ciclista | Ciclista             | Equipe                             | Tempo    |
| 1. | Dylan van Baarle     | Ineos Grenadiers                   | 5h37m00s |
| 2. | Wout van Aert        | Jumbo-Visma                        | + 1m47s  |
| 3. | Stefan Küng          | Groupama-FDJ                       | + 1m47s  |
| 4. | Tom Devriendt        | Intermarché-Wanty-Gobert Matériaux | + 1m47s  |
| 5. | Matej Mohorič        | Bahrain Victorious                 | + 1m47s  |
| 6. | Adrien Petit         | Intermarché-Wanty-Gobert Matériaux | + 2m27s  |
| 7. | Jasper Stuyven       | Trek-Segafredo                     | + 2m27s  |
| 8. | Laurent Pichon       | Arkéa-Samsic                       | + 2m27s  |
| 9. | Mathieu van der Poel | Alpecin-Fenix                      | + 2m34s  |
| 10. | Yves Lampaert        | Quick-Step Alpha Vinyl             | + 2m59s  |
| 11. | Ben Turner           | Ineos Grenadiers                   | + 4m30s  |
| 12. | Alexander Kristoff   | Intermarché-Wanty-Gobert Matériaux | + 4m33s  |
| 13. | Florian Sénéchal     | Quick-Step Alpha Vinyl             | + 4m36s  |
| 14. | Jordi Meeus          | Bora-Hansgrohe                     | + 4m47s  |
| 15. | Matis Louvel         | Arkéa-Samsic                       | + 4m47s  |
| 16. | Taco van der Hoorn   | Intermarché-Wanty-Gobert Matériaux | + 4m47s  |
| 17. | Greg Van Avermaet    | AG2R Citroën Team                  | + 4m47s  |
| 18. | John Degenkolb       | Team DSM                           | + 4m47s  |
| 19. | Andrea Pasqualon     | Intermarché-Wanty-Gobert Matériaux | + 4m47s  |
| 20. | Mike Teunissen       | Jumbo-Visma                        | + 4m47s  |

## Ciclistas participantes e posições finais
| Lotto-Soudal LTS | Lotto-Soudal LTS         | Lotto-Soudal LTS |
| ---------------- | ------------------------ | ---------------- |
| Num              | Ciclista                 | Pos              |
| 1                | Philippe Gilbert (BEL)   | 30.              |
| 2                | Florian Vermeersch (BEL) | DNF              |
| 3                | Cedric Beullens (BEL)    | 59.              |
| 4                | Victor Campenaerts (BEL) | HD               |
| 5                | Sébastien Grignard (BEL) | DNF              |
| 6                | Roger Kluge (GER)        | 60.              |
| 7                | Brent Van Moer (BEL)     | 61.              |

| Alpecin-Fenix AFC | Alpecin-Fenix AFC              | Alpecin-Fenix AFC |
| ----------------- | ------------------------------ | ----------------- |
| Num               | Ciclista                       | Pos               |
| 11                | Mathieu van der Poel (NED)     | 9.                |
| 12                | Silvan Dillier (SUI)           | 63.               |
| 13                | Senne Leysen (BEL)             | 68.               |
| 14                | Tim Merlier (BEL)              | 40.               |
| 15                | Guillaume Van Keirsbulck (BEL) | 26.               |
| 16                | Gianni Vermeersch (BEL)        | 58.               |
| 17                | Julien Vermote (BEL)           | DNF               |

| Jumbo-Visma TJV | Jumbo-Visma TJV               | Jumbo-Visma TJV |
| --------------- | ----------------------------- | --------------- |
| Num             | Ciclista                      | Pos             |
| 21              | Wout van Aert (BEL) (estrada) | 2.              |
| 22              | Edoardo Affini (ITA)          | 82.             |
| 23              | Christophe Laporte (FRA)      | DNF             |
| 24              | Timo Roosen (NED)             | 103.            |
| 25              | Mike Teunissen (NED)          | 20.             |
| 26              | Mick van Dijke (NED)          | 104.            |
| 27              | Nathan Van Hooydonck (BEL)    | 37.             |

| Groupama-FDJ GFC | Groupama-FDJ GFC       | Groupama-FDJ GFC |
| ---------------- | ---------------------- | ---------------- |
| Num              | Ciclista               | Pos              |
| 31               | Stefan Küng (SUI)      | 3.               |
| 32               | Lewis Askey (GBR)      | 42.              |
| 33               | Clément Davy (FRA)     | DNF              |
| 34               | Olivier Le Gac (FRA)   | 28.              |
| 35               | Fabian Lienhard (SUI)  | HD               |
| 36               | Valentin Madouas (FRA) | 34.              |
| 37               | Bram Welten (NED)      | 73.              |

| Ineos Grenadiers IGD | Ineos Grenadiers IGD     | Ineos Grenadiers IGD |
| -------------------- | ------------------------ | -------------------- |
| Num                  | Ciclista                 | Pos                  |
| 41                   | Filippo Ganna (ITA)      | 35.                  |
| 42                   | Michał Kwiatkowski (POL) | 77.                  |
| 43                   | Luke Rowe (GBR)          | 102.                 |
| 44                   | Magnus Sheffield (USA)   | HD                   |
| 45                   | Ben Turner (GBR)         | 11.                  |
| 46                   | Dylan van Baarle (NED)   | 1.                   |
| 47                   | Cameron Wurf (AUS)       | 94.                  |

| Quick-Step Alpha Vinyl QST | Quick-Step Alpha Vinyl QST | Quick-Step Alpha Vinyl QST |
| -------------------------- | -------------------------- | -------------------------- |
| Num                        | Ciclista                   | Pos                        |
| 51                         | Kasper Asgreen (DEN)       | 44.                        |
| 52                         | Davide Ballerini (ITA)     | 41.                        |
| 53                         | Tim Declercq (BEL)         | DNF                        |
| 54                         | Yves Lampaert (BEL)        | 10.                        |
| 55                         | Florian Sénéchal (FRA)     | 13.                        |
| 56                         | Jannik Steimle (GER)       | 57.                        |
| 57                         | Zdeněk Štybar (CZE)        | 45.                        |

| Bahrain Victorious TBV | Bahrain Victorious TBV        | Bahrain Victorious TBV |
| ---------------------- | ----------------------------- | ---------------------- |
| Num                    | Ciclista                      | Pos                    |
| 61                     | Matej Mohorič (SLO) (estrada) | 5.                     |
| 62                     | Yukiya Arashiro (JPN)         | DNF                    |
| 63                     | Feng Chun-kai (TPE)           | NP                     |
| 64                     | Johan Price-Pejtersen (DEN)   | DNF                    |
| 65                     | Jasha Sütterlin (GER)         | 76.                    |
| 66                     | Dylan Teuns (BEL)             | DNF                    |
| 67                     | Fred Wright (GBR)             | 99.                    |

| Trek-Segafredo TFS | Trek-Segafredo TFS           | Trek-Segafredo TFS |
| ------------------ | ---------------------------- | ------------------ |
| Num                | Ciclista                     | Pos                |
| 71                 | Mads Pedersen (DEN)          | DNF                |
| 72                 | Daan Hoole (NED)             | DNF                |
| 73                 | Alex Kirsch (LUX)            | DNF                |
| 74                 | Toms Skujiņš (LAT) (estrada) | DNF                |
| 75                 | Jasper Stuyven (BEL)         | 7.                 |
| 76                 | Edward Theuns (BEL)          | DNF                |
| 77                 | Otto Vergaerde (BEL)         | DNF                |

| AG2R Citroën Team ACT | AG2R Citroën Team ACT   | AG2R Citroën Team ACT |
| --------------------- | ----------------------- | --------------------- |
| Num                   | Ciclista                | Pos                   |
| 81                    | Greg Van Avermaet (BEL) | 17.                   |
| 82                    | Stan Dewulf (BEL)       | DNF                   |
| 83                    | Oliver Naesen (BEL)     | 54.                   |
| 85                    | Antoine Raugel (FRA)    | 95.                   |
| 86                    | Michael Schär (SUI)     | DNF                   |
| 87                    | Damien Touzé (FRA)      | DNF                   |
| 88                    | Gijs Van Hoecke (BEL)   | 98.                   |

| Bora-Hansgrohe BOH | Bora-Hansgrohe BOH  | Bora-Hansgrohe BOH |
| ------------------ | ------------------- | ------------------ |
| Num                | Ciclista            | Pos                |
| 91                 | Nils Politt (GER)   | 22.                |
| 92                 | Marco Haller (AUT)  | DNF                |
| 93                 | Jonas Koch (GER)    | 85.                |
| 94                 | Martin Laas (EST)   | DNF                |
| 95                 | Jordi Meeus (BEL)   | 14.                |
| 96                 | Ide Schelling (NED) | DNF                |

| TotalEnergies TEN | TotalEnergies TEN          | TotalEnergies TEN |
| ----------------- | -------------------------- | ----------------- |
| Num               | Ciclista                   | Pos               |
| 101               | Niki Terpstra (NED)        | 50.               |
| 102               | Edvald Boasson Hagen (NOR) | 38.               |
| 103               | Maciej Bodnar (POL)        | 87.               |
| 104               | Daniel Oss (ITA)           | 72.               |
| 105               | Geoffrey Soupe (FRA)       | HD                |
| 106               | Anthony Turgis (FRA)       | DNF               |
| 107               | Dries Van Gestel (BEL)     | 24.               |

| Team DSM DSM | Team DSM DSM            | Team DSM DSM |
| ------------ | ----------------------- | ------------ |
| Num          | Ciclista                | Pos          |
| 111          | John Degenkolb (GER)    | 18.          |
| 112          | Nikias Arndt (GER)      | 51.          |
| 113          | Nico Denz (GER)         | HD           |
| 114          | Marius Mayrhofer (GER)  | DNF          |
| 115          | Joris Nieuwenhuis (NED) | 39.          |
| 116          | Casper Pedersen (DEN)   | 84.          |

| Intermarché-Wanty-Gobert Matériaux IWG | Intermarché-Wanty-Gobert Matériaux IWG | Intermarché-Wanty-Gobert Matériaux IWG |
| -------------------------------------- | -------------------------------------- | -------------------------------------- |
| Num                                    | Ciclista                               | Pos                                    |
| 121                                    | Alexander Kristoff (NOR)               | 12.                                    |
| 122                                    | Tom Devriendt (BEL)                    | 4.                                     |
| 123                                    | Andrea Pasqualon (ITA)                 | 19.                                    |
| 124                                    | Adrien Petit (FRA)                     | 6.                                     |
| 125                                    | Baptiste Planckaert (BEL)              | 23.                                    |
| 126                                    | Taco van der Hoorn (NED)               | 16.                                    |
| 127                                    | Kévin Van Melsen (BEL)                 | 56.                                    |

| Arkéa-Samsic ARK | Arkéa-Samsic ARK        | Arkéa-Samsic ARK |
| ---------------- | ----------------------- | ---------------- |
| Num              | Ciclista                | Pos              |
| 131              | Amaury Capiot (BEL)     | DNF              |
| 132              | Benjamin Declercq (BEL) | 80.              |
| 133              | Matis Louvel (FRA)      | 15.              |
| 134              | Christophe Noppe (BEL)  | HD               |
| 135              | Laurent Pichon (FRA)    | 8.               |
| 136              | Clément Russo (FRA)     | DNF              |
| 137              | Connor Swift (GBR)      | 31.              |

| Israel-Premier Tech IPT | Israel-Premier Tech IPT          | Israel-Premier Tech IPT |
| ----------------------- | -------------------------------- | ----------------------- |
| Num                     | Ciclista                         | Pos                     |
| 141                     | Guillaume Boivin (CAN) (estrada) | 62.                     |
| 142                     | Rudy Barbier (FRA)               | 90.                     |
| 143                     | Jenthe Biermans (BEL)            | 36.                     |
| 144                     | Reto Hollenstein (SUI)           | 81.                     |
| 145                     | Taj Jones (AUS)                  | DNF                     |
| 146                     | Mads Würtz (DEN)                 | DNF                     |

| BikeExchange-Jayco BEX | BikeExchange-Jayco BEX | BikeExchange-Jayco BEX |
| ---------------------- | ---------------------- | ---------------------- |
| Num                    | Ciclista               | Pos                    |
| 151                    | Luke Durbridge (AUS)   | 47.                    |
| 152                    | Alexandre Balmer (SUI) | 105.                   |
| 153                    | Jack Bauer (NZL)       | 86.                    |
| 154                    | Jan Maas (NED)         | HD                     |
| 155                    | Luka Mezgec (SLO)      | DNF                    |

| Cofidis COF | Cofidis COF              | Cofidis COF |
| ----------- | ------------------------ | ----------- |
| Num         | Ciclista                 | Pos         |
| 161         | Piet Allegaert (BEL)     | 75.         |
| 162         | Davide Cimolai (ITA)     | DNF         |
| 163         | Alexandre Delettre (FRA) | 70.         |
| 164         | Eddy Finé (FRA)          | 67.         |
| 165         | Alexis Renard (FRA)      | 65.         |
| 166         | Szymon Sajnok (POL)      | 107.        |
| 167         | Kenneth Vanbilsen (BEL)  | DNF         |

| EF Education-EasyPost EFE | EF Education-EasyPost EFE | EF Education-EasyPost EFE |
| ------------------------- | ------------------------- | ------------------------- |
| Num                       | Ciclista                  | Pos                       |
| 171                       | Sebastian Langeveld (NED) | 49.                       |
| 172                       | Stefan Bissegger (SUI)    | 21.                       |
| 173                       | Owain Doull (GBR)         | 52.                       |
| 174                       | Jens Keukeleire (BEL)     | 78.                       |
| 175                       | Jonas Rutsch (GER)        | 74.                       |
| 176                       | Tom Scully (NZL)          | DNF                       |
| 177                       | Łukasz Wiśniowski (POL)   | 96.                       |

| UAE Team Emirates UAD | UAE Team Emirates UAD       | UAE Team Emirates UAD |
| --------------------- | --------------------------- | --------------------- |
| Num                   | Ciclista                    | Pos                   |
| 181                   | Matteo Trentin (ITA)        | 43.                   |
| 182                   | Pascal Ackermann (GER)      | DNF                   |
| 183                   | Alexys Brunel (FRA)         | HD                    |
| 184                   | Felix Groß (GER)            | DNF                   |
| 185                   | Vegard Stake Laengen (NOR)  | 71.                   |
| 186                   | Juan Sebastián Molano (COL) | 106.                  |
| 187                   | Oliviero Troia (ITA)        | DNF                   |

| Uno-X Pro Cycling Team UXT | Uno-X Pro Cycling Team UXT  | Uno-X Pro Cycling Team UXT |
| -------------------------- | --------------------------- | -------------------------- |
| Num                        | Ciclista                    | Pos                        |
| 191                        | Kristoffer Halvorsen (NOR)  | HD                         |
| 192                        | Lasse Norman Hansen (DEN)   | 93.                        |
| 193                        | William Blume Levy (DEN)    | DNF                        |
| 194                        | Erik Nordsæter Resell (NOR) | 69.                        |
| 195                        | Anders Skaarseth (NOR)      | 27.                        |
| 196                        | Rasmus Tiller (NOR)         | DNF                        |
| 197                        | Søren Wærenskjold (NOR)     | DNF                        |

| Movistar Team MOV | Movistar Team MOV         | Movistar Team MOV |
| ----------------- | ------------------------- | ----------------- |
| Num               | Ciclista                  | Pos               |
| 201               | Iván García Cortina (ESP) | 25.               |
| 202               | Imanol Erviti (ESP)       | DNF               |
| 203               | Johan Jacobs (SUI)        | DNF               |
| 204               | Mathias Norsgaard (DEN)   | 29.               |
| 205               | Max Kanter (GER)          | 48.               |
| 206               | Oier Lazkano (ESP)        | 55.               |
| 207               | Albert Torres (ESP)       | DNF               |

| Astana Qazaqstan Team AST | Astana Qazaqstan Team AST        | Astana Qazaqstan Team AST |
| ------------------------- | -------------------------------- | ------------------------- |
| Num                       | Ciclista                         | Pos                       |
| 211                       | Leonardo Basso (ITA)             | DNF                       |
| 212                       | Manuele Boaro (ITA)              | 97.                       |
| 213                       | Yevgeniy Fedorov (KAZ) (estrada) | 100.                      |
| 214                       | Dmitriy Gruzdev (KAZ)            | 101.                      |
| 215                       | Davide Martinelli (ITA)          | DNF                       |
| 216                       | Antonio Nibali (ITA)             | DNF                       |
| 217                       | Aleksandr Riabushenko (BLR)      | DNF                       |

| B&B Hotels-KTM BBK | B&B Hotels-KTM BBK     | B&B Hotels-KTM BBK |
| ------------------ | ---------------------- | ------------------ |
| Num                | Ciclista               | Pos                |
| 221                | Cyril Lemoine (FRA)    | 66.                |
| 222                | Pierre Barbier (FRA)   | 91.                |
| 223                | Alexis Gougeard (FRA)  | DNF                |
| 224                | Quentin Jauregui (FRA) | DNF                |
| 225                | Jérémy Lecroq (FRA)    | HD                 |
| 226                | Julien Morice (FRA)    | 53.                |
| 227                | Luca Mozzato (ITA)     | 83.                |

| Bingoal Pauwels Sauces WB BWB | Bingoal Pauwels Sauces WB BWB | Bingoal Pauwels Sauces WB BWB |
| ----------------------------- | ----------------------------- | ----------------------------- |
| Num                           | Ciclista                      | Pos                           |
| 231                           | Arjen Livyns (BEL)            | 89.                           |
| 232                           | Stanislaw Aniolkowski (POL)   | 46.                           |
| 233                           | Timothy Dupont (BEL)          | HD                            |
| 234                           | Karl Patrick Lauk (EST)       | 79.                           |
| 235                           | Milan Menten (BEL)            | 92.                           |
| 236                           | Ludovic Robeet (BEL)          | 32.                           |
| 237                           | Bas Tietema (NED)             | HD                            |

| Sport Vlaanderen-Baloise SVB | Sport Vlaanderen-Baloise SVB | Sport Vlaanderen-Baloise SVB |
| ---------------------------- | ---------------------------- | ---------------------------- |
| Num                          | Ciclista                     | Pos                          |
| 241                          | Arne Marit (BEL)             | DNF                          |
| 242                          | Vito Braet (BEL)             | DNF                          |
| 243                          | Sander De Pestel (BEL)       | 88.                          |
| 244                          | Jens Reynders (BEL)          | 64.                          |
| 245                          | Ward Vanhoof (BEL)           | 33.                          |
| 246                          | Aaron Van Poucke (BEL)       | DNF                          |
| 247                          | Kenneth Van Rooy (BEL)       | DNF                          |

| Lotto-Soudal LTS | Lotto-Soudal LTS         | Lotto-Soudal LTS |
| ---------------- | ------------------------ | ---------------- |
| Num              | Ciclista                 | Pos              |
| 1                | Philippe Gilbert (BEL)   | 30.              |
| 2                | Florian Vermeersch (BEL) | DNF              |
| 3                | Cedric Beullens (BEL)    | 59.              |
| 4                | Victor Campenaerts (BEL) | HD               |
| 5                | Sébastien Grignard (BEL) | DNF              |
| 6                | Roger Kluge (GER)        | 60.              |
| 7                | Brent Van Moer (BEL)     | 61.              |

| Alpecin-Fenix AFC | Alpecin-Fenix AFC              | Alpecin-Fenix AFC |
| ----------------- | ------------------------------ | ----------------- |
| Num               | Ciclista                       | Pos               |
| 11                | Mathieu van der Poel (NED)     | 9.                |
| 12                | Silvan Dillier (SUI)           | 63.               |
| 13                | Senne Leysen (BEL)             | 68.               |
| 14                | Tim Merlier (BEL)              | 40.               |
| 15                | Guillaume Van Keirsbulck (BEL) | 26.               |
| 16                | Gianni Vermeersch (BEL)        | 58.               |
| 17                | Julien Vermote (BEL)           | DNF               |

| Jumbo-Visma TJV | Jumbo-Visma TJV               | Jumbo-Visma TJV |
| --------------- | ----------------------------- | --------------- |
| Num             | Ciclista                      | Pos             |
| 21              | Wout van Aert (BEL) (estrada) | 2.              |
| 22              | Edoardo Affini (ITA)          | 82.             |
| 23              | Christophe Laporte (FRA)      | DNF             |
| 24              | Timo Roosen (NED)             | 103.            |
| 25              | Mike Teunissen (NED)          | 20.             |
| 26              | Mick van Dijke (NED)          | 104.            |
| 27              | Nathan Van Hooydonck (BEL)    | 37.             |

| Groupama-FDJ GFC | Groupama-FDJ GFC       | Groupama-FDJ GFC |
| ---------------- | ---------------------- | ---------------- |
| Num              | Ciclista               | Pos              |
| 31               | Stefan Küng (SUI)      | 3.               |
| 32               | Lewis Askey (GBR)      | 42.              |
| 33               | Clément Davy (FRA)     | DNF              |
| 34               | Olivier Le Gac (FRA)   | 28.              |
| 35               | Fabian Lienhard (SUI)  | HD               |
| 36               | Valentin Madouas (FRA) | 34.              |
| 37               | Bram Welten (NED)      | 73.              |

| Ineos Grenadiers IGD | Ineos Grenadiers IGD     | Ineos Grenadiers IGD |
| -------------------- | ------------------------ | -------------------- |
| Num                  | Ciclista                 | Pos                  |
| 41                   | Filippo Ganna (ITA)      | 35.                  |
| 42                   | Michał Kwiatkowski (POL) | 77.                  |
| 43                   | Luke Rowe (GBR)          | 102.                 |
| 44                   | Magnus Sheffield (USA)   | HD                   |
| 45                   | Ben Turner (GBR)         | 11.                  |
| 46                   | Dylan van Baarle (NED)   | 1.                   |
| 47                   | Cameron Wurf (AUS)       | 94.                  |

| Quick-Step Alpha Vinyl QST | Quick-Step Alpha Vinyl QST | Quick-Step Alpha Vinyl QST |
| -------------------------- | -------------------------- | -------------------------- |
| Num                        | Ciclista                   | Pos                        |
| 51                         | Kasper Asgreen (DEN)       | 44.                        |
| 52                         | Davide Ballerini (ITA)     | 41.                        |
| 53                         | Tim Declercq (BEL)         | DNF                        |
| 54                         | Yves Lampaert (BEL)        | 10.                        |
| 55                         | Florian Sénéchal (FRA)     | 13.                        |
| 56                         | Jannik Steimle (GER)       | 57.                        |
| 57                         | Zdeněk Štybar (CZE)        | 45.                        |

| Bahrain Victorious TBV | Bahrain Victorious TBV        | Bahrain Victorious TBV |
| ---------------------- | ----------------------------- | ---------------------- |
| Num                    | Ciclista                      | Pos                    |
| 61                     | Matej Mohorič (SLO) (estrada) | 5.                     |
| 62                     | Yukiya Arashiro (JPN)         | DNF                    |
| 63                     | Feng Chun-kai (TPE)           | NP                     |
| 64                     | Johan Price-Pejtersen (DEN)   | DNF                    |
| 65                     | Jasha Sütterlin (GER)         | 76.                    |
| 66                     | Dylan Teuns (BEL)             | DNF                    |
| 67                     | Fred Wright (GBR)             | 99.                    |

| Trek-Segafredo TFS | Trek-Segafredo TFS           | Trek-Segafredo TFS |
| ------------------ | ---------------------------- | ------------------ |
| Num                | Ciclista                     | Pos                |
| 71                 | Mads Pedersen (DEN)          | DNF                |
| 72                 | Daan Hoole (NED)             | DNF                |
| 73                 | Alex Kirsch (LUX)            | DNF                |
| 74                 | Toms Skujiņš (LAT) (estrada) | DNF                |
| 75                 | Jasper Stuyven (BEL)         | 7.                 |
| 76                 | Edward Theuns (BEL)          | DNF                |
| 77                 | Otto Vergaerde (BEL)         | DNF                |

| AG2R Citroën Team ACT | AG2R Citroën Team ACT   | AG2R Citroën Team ACT |
| --------------------- | ----------------------- | --------------------- |
| Num                   | Ciclista                | Pos                   |
| 81                    | Greg Van Avermaet (BEL) | 17.                   |
| 82                    | Stan Dewulf (BEL)       | DNF                   |
| 83                    | Oliver Naesen (BEL)     | 54.                   |
| 85                    | Antoine Raugel (FRA)    | 95.                   |
| 86                    | Michael Schär (SUI)     | DNF                   |
| 87                    | Damien Touzé (FRA)      | DNF                   |
| 88                    | Gijs Van Hoecke (BEL)   | 98.                   |

| Bora-Hansgrohe BOH | Bora-Hansgrohe BOH  | Bora-Hansgrohe BOH |
| ------------------ | ------------------- | ------------------ |
| Num                | Ciclista            | Pos                |
| 91                 | Nils Politt (GER)   | 22.                |
| 92                 | Marco Haller (AUT)  | DNF                |
| 93                 | Jonas Koch (GER)    | 85.                |
| 94                 | Martin Laas (EST)   | DNF                |
| 95                 | Jordi Meeus (BEL)   | 14.                |
| 96                 | Ide Schelling (NED) | DNF                |

| TotalEnergies TEN | TotalEnergies TEN          | TotalEnergies TEN |
| ----------------- | -------------------------- | ----------------- |
| Num               | Ciclista                   | Pos               |
| 101               | Niki Terpstra (NED)        | 50.               |
| 102               | Edvald Boasson Hagen (NOR) | 38.               |
| 103               | Maciej Bodnar (POL)        | 87.               |
| 104               | Daniel Oss (ITA)           | 72.               |
| 105               | Geoffrey Soupe (FRA)       | HD                |
| 106               | Anthony Turgis (FRA)       | DNF               |
| 107               | Dries Van Gestel (BEL)     | 24.               |

| Team DSM DSM | Team DSM DSM            | Team DSM DSM |
| ------------ | ----------------------- | ------------ |
| Num          | Ciclista                | Pos          |
| 111          | John Degenkolb (GER)    | 18.          |
| 112          | Nikias Arndt (GER)      | 51.          |
| 113          | Nico Denz (GER)         | HD           |
| 114          | Marius Mayrhofer (GER)  | DNF          |
| 115          | Joris Nieuwenhuis (NED) | 39.          |
| 116          | Casper Pedersen (DEN)   | 84.          |

| Intermarché-Wanty-Gobert Matériaux IWG | Intermarché-Wanty-Gobert Matériaux IWG | Intermarché-Wanty-Gobert Matériaux IWG |
| -------------------------------------- | -------------------------------------- | -------------------------------------- |
| Num                                    | Ciclista                               | Pos                                    |
| 121                                    | Alexander Kristoff (NOR)               | 12.                                    |
| 122                                    | Tom Devriendt (BEL)                    | 4.                                     |
| 123                                    | Andrea Pasqualon (ITA)                 | 19.                                    |
| 124                                    | Adrien Petit (FRA)                     | 6.                                     |
| 125                                    | Baptiste Planckaert (BEL)              | 23.                                    |
| 126                                    | Taco van der Hoorn (NED)               | 16.                                    |
| 127                                    | Kévin Van Melsen (BEL)                 | 56.                                    |

| Arkéa-Samsic ARK | Arkéa-Samsic ARK        | Arkéa-Samsic ARK |
| ---------------- | ----------------------- | ---------------- |
| Num              | Ciclista                | Pos              |
| 131              | Amaury Capiot (BEL)     | DNF              |
| 132              | Benjamin Declercq (BEL) | 80.              |
| 133              | Matis Louvel (FRA)      | 15.              |
| 134              | Christophe Noppe (BEL)  | HD               |
| 135              | Laurent Pichon (FRA)    | 8.               |
| 136              | Clément Russo (FRA)     | DNF              |
| 137              | Connor Swift (GBR)      | 31.              |

| Israel-Premier Tech IPT | Israel-Premier Tech IPT          | Israel-Premier Tech IPT |
| ----------------------- | -------------------------------- | ----------------------- |
| Num                     | Ciclista                         | Pos                     |
| 141                     | Guillaume Boivin (CAN) (estrada) | 62.                     |
| 142                     | Rudy Barbier (FRA)               | 90.                     |
| 143                     | Jenthe Biermans (BEL)            | 36.                     |
| 144                     | Reto Hollenstein (SUI)           | 81.                     |
| 145                     | Taj Jones (AUS)                  | DNF                     |
| 146                     | Mads Würtz (DEN)                 | DNF                     |

| BikeExchange-Jayco BEX | BikeExchange-Jayco BEX | BikeExchange-Jayco BEX |
| ---------------------- | ---------------------- | ---------------------- |
| Num                    | Ciclista               | Pos                    |
| 151                    | Luke Durbridge (AUS)   | 47.                    |
| 152                    | Alexandre Balmer (SUI) | 105.                   |
| 153                    | Jack Bauer (NZL)       | 86.                    |
| 154                    | Jan Maas (NED)         | HD                     |
| 155                    | Luka Mezgec (SLO)      | DNF                    |

| Cofidis COF | Cofidis COF              | Cofidis COF |
| ----------- | ------------------------ | ----------- |
| Num         | Ciclista                 | Pos         |
| 161         | Piet Allegaert (BEL)     | 75.         |
| 162         | Davide Cimolai (ITA)     | DNF         |
| 163         | Alexandre Delettre (FRA) | 70.         |
| 164         | Eddy Finé (FRA)          | 67.         |
| 165         | Alexis Renard (FRA)      | 65.         |
| 166         | Szymon Sajnok (POL)      | 107.        |
| 167         | Kenneth Vanbilsen (BEL)  | DNF         |

| EF Education-EasyPost EFE | EF Education-EasyPost EFE | EF Education-EasyPost EFE |
| ------------------------- | ------------------------- | ------------------------- |
| Num                       | Ciclista                  | Pos                       |
| 171                       | Sebastian Langeveld (NED) | 49.                       |
| 172                       | Stefan Bissegger (SUI)    | 21.                       |
| 173                       | Owain Doull (GBR)         | 52.                       |
| 174                       | Jens Keukeleire (BEL)     | 78.                       |
| 175                       | Jonas Rutsch (GER)        | 74.                       |
| 176                       | Tom Scully (NZL)          | DNF                       |
| 177                       | Łukasz Wiśniowski (POL)   | 96.                       |

| UAE Team Emirates UAD | UAE Team Emirates UAD       | UAE Team Emirates UAD |
| --------------------- | --------------------------- | --------------------- |
| Num                   | Ciclista                    | Pos                   |
| 181                   | Matteo Trentin (ITA)        | 43.                   |
| 182                   | Pascal Ackermann (GER)      | DNF                   |
| 183                   | Alexys Brunel (FRA)         | HD                    |
| 184                   | Felix Groß (GER)            | DNF                   |
| 185                   | Vegard Stake Laengen (NOR)  | 71.                   |
| 186                   | Juan Sebastián Molano (COL) | 106.                  |
| 187                   | Oliviero Troia (ITA)        | DNF                   |

| Uno-X Pro Cycling Team UXT | Uno-X Pro Cycling Team UXT  | Uno-X Pro Cycling Team UXT |
| -------------------------- | --------------------------- | -------------------------- |
| Num                        | Ciclista                    | Pos                        |
| 191                        | Kristoffer Halvorsen (NOR)  | HD                         |
| 192                        | Lasse Norman Hansen (DEN)   | 93.                        |
| 193                        | William Blume Levy (DEN)    | DNF                        |
| 194                        | Erik Nordsæter Resell (NOR) | 69.                        |
| 195                        | Anders Skaarseth (NOR)      | 27.                        |
| 196                        | Rasmus Tiller (NOR)         | DNF                        |
| 197                        | Søren Wærenskjold (NOR)     | DNF                        |

| Movistar Team MOV | Movistar Team MOV         | Movistar Team MOV |
| ----------------- | ------------------------- | ----------------- |
| Num               | Ciclista                  | Pos               |
| 201               | Iván García Cortina (ESP) | 25.               |
| 202               | Imanol Erviti (ESP)       | DNF               |
| 203               | Johan Jacobs (SUI)        | DNF               |
| 204               | Mathias Norsgaard (DEN)   | 29.               |
| 205               | Max Kanter (GER)          | 48.               |
| 206               | Oier Lazkano (ESP)        | 55.               |
| 207               | Albert Torres (ESP)       | DNF               |

| Astana Qazaqstan Team AST | Astana Qazaqstan Team AST        | Astana Qazaqstan Team AST |
| ------------------------- | -------------------------------- | ------------------------- |
| Num                       | Ciclista                         | Pos                       |
| 211                       | Leonardo Basso (ITA)             | DNF                       |
| 212                       | Manuele Boaro (ITA)              | 97.                       |
| 213                       | Yevgeniy Fedorov (KAZ) (estrada) | 100.                      |
| 214                       | Dmitriy Gruzdev (KAZ)            | 101.                      |
| 215                       | Davide Martinelli (ITA)          | DNF                       |
| 216                       | Antonio Nibali (ITA)             | DNF                       |
| 217                       | Aleksandr Riabushenko (BLR)      | DNF                       |

| B&B Hotels-KTM BBK | B&B Hotels-KTM BBK     | B&B Hotels-KTM BBK |
| ------------------ | ---------------------- | ------------------ |
| Num                | Ciclista               | Pos                |
| 221                | Cyril Lemoine (FRA)    | 66.                |
| 222                | Pierre Barbier (FRA)   | 91.                |
| 223                | Alexis Gougeard (FRA)  | DNF                |
| 224                | Quentin Jauregui (FRA) | DNF                |
| 225                | Jérémy Lecroq (FRA)    | HD                 |
| 226                | Julien Morice (FRA)    | 53.                |
| 227                | Luca Mozzato (ITA)     | 83.                |

| Bingoal Pauwels Sauces WB BWB | Bingoal Pauwels Sauces WB BWB | Bingoal Pauwels Sauces WB BWB |
| ----------------------------- | ----------------------------- | ----------------------------- |
| Num                           | Ciclista                      | Pos                           |
| 231                           | Arjen Livyns (BEL)            | 89.                           |
| 232                           | Stanislaw Aniolkowski (POL)   | 46.                           |
| 233                           | Timothy Dupont (BEL)          | HD                            |
| 234                           | Karl Patrick Lauk (EST)       | 79.                           |
| 235                           | Milan Menten (BEL)            | 92.                           |
| 236                           | Ludovic Robeet (BEL)          | 32.                           |
| 237                           | Bas Tietema (NED)             | HD                            |

| Sport Vlaanderen-Baloise SVB | Sport Vlaanderen-Baloise SVB | Sport Vlaanderen-Baloise SVB |
| ---------------------------- | ---------------------------- | ---------------------------- |
| Num                          | Ciclista                     | Pos                          |
| 241                          | Arne Marit (BEL)             | DNF                          |
| 242                          | Vito Braet (BEL)             | DNF                          |
| 243                          | Sander De Pestel (BEL)       | 88.                          |
| 244                          | Jens Reynders (BEL)          | 64.                          |
| 245                          | Ward Vanhoof (BEL)           | 33.                          |
| 246                          | Aaron Van Poucke (BEL)       | DNF                          |
| 247                          | Kenneth Van Rooy (BEL)       | DNF                          |

Convenções:
- AB-N: Abandono na corrida
- FLT-N: Retiro por chegada fora do limite de tempo na corrida
- NTS-N: Não tomou a saída para a corrida
- DES-N: Desclassificado ou expulsado na corrida

## UCI World Ranking
A Paris-Roubaix outorgou pontos para o UCI World Ranking para corredores das equipas nas categorias UCI WorldTeam, UCI ProTeam e Continental. As seguintes tabelas são o barómetro de pontuação e os dez corredores que obtiveram mais pontos:
| Posição   | 1.º | 2.º | 3.º | 4.º | 5.º | 6.º | 7.º | 8.º | 9.º | 10.º | 11.º | 12.º | 13.º | 14.º | 15.º | 16.º-20.º | 21.º-30.º | 31.º-50.º | 51.º-55.º | 56.º-60.º |
| Pontuação | 500 | 400 | 325 | 275 | 225 | 175 | 150 | 125 | 100 | 85   | 70   | 60   | 50   | 40   | 35   | 30        | 20        | 10        | 5         | 3         |

| Classificação |                      |                                    |        |
| Posição       | Ciclista             | Equipa                             | Pontos |
| ------------- | -------------------- | ---------------------------------- | ------ |
| 1.º           | Dylan van Baarle     | Ineos Grenadiers                   | 500    |
| 2.º           | Wout van Aert        | Jumbo-Visma                        | 400    |
| 3.º           | Stefan Küng          | Groupama-FDJ                       | 325    |
| 4.º           | Tom Devriendt        | Intermarché-Wanty-Gobert Matériaux | 275    |
| 5.º           | Matej Mohorič        | Bahrain Victorious                 | 225    |
| 6.º           | Adrien Petit         | Intermarché-Wanty-Gobert Matériaux | 175    |
| 7.º           | Jasper Stuyven       | Trek-Segafredo                     | 150    |
| 8.º           | Laurent Pichon       | Arkéa Samsic                       | 125    |
| 9.º           | Mathieu van der Poel | Alpecin-Fenix                      | 100    |
| 10.º          | Yves Lampaert        | Quick-Step Alpha Vinyl             | 85     |